# Ilhas Santa Cruz

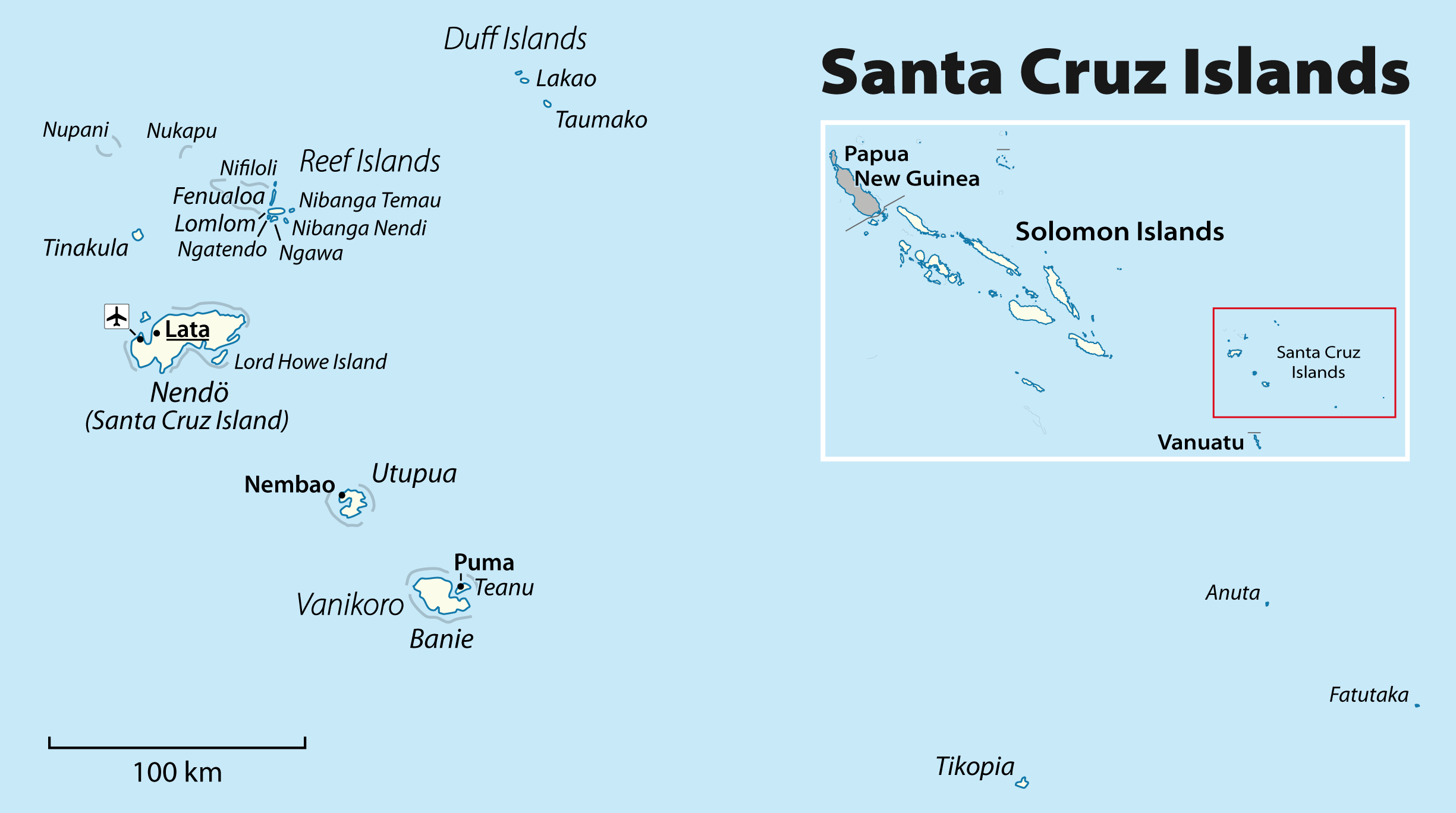

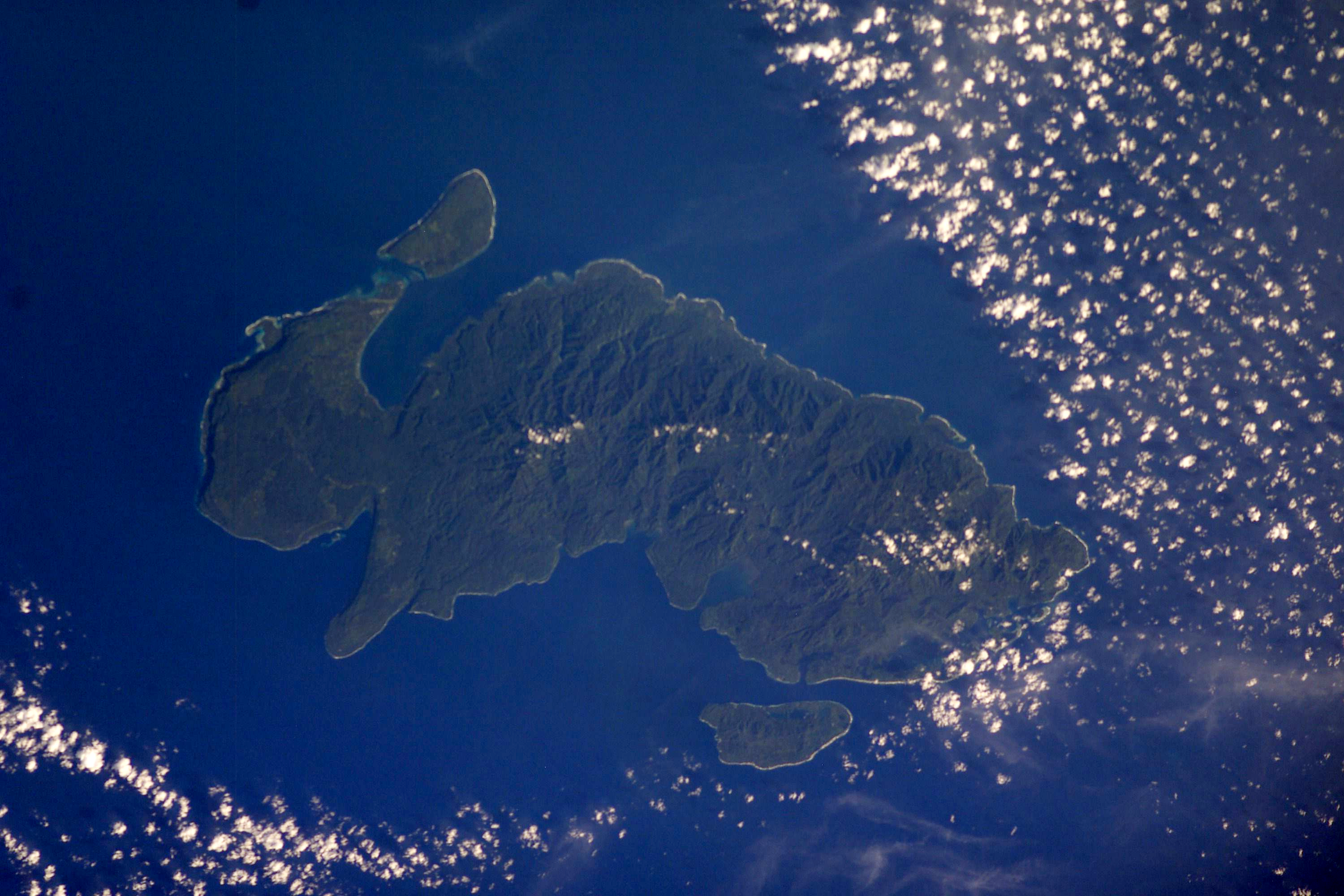
Imagem de satélite de Nendo, a maior das Ilhas Santa Cruz, nas Ilhas Salomão

Ilhas Santa Cruz é um grupo de ilhas pertencentes ao arquipélago das Ilhas Salomão, no Oceano Pacífico, localizada 400 km a sudeste do centro da cadeia de arquipélagos que formam as Salomão. Santa Cruz fica exatamente ao norte do arquipélago de Vanuatu e é considerada parte do ecossistema de florestas úmidas desta pequena nação insular.
A maior de suas ilhas é Nedo, com uma população de 5000 habitantes e que abriga a maior cidade e capital da província de Temotu - uma das províncias das Ilhas Salomão e onde se encontram as Ilhas de Santa Cruz e Lata. 
As ilhas foram visitadas pela primeira vez pelo navegador espanhol Álvaro de Mendaña de Neira em 1595, durante sua segunda expedição no Pacífico. Neira faleceu em 1596 em Nedo, que ele havia batizado de Santa Cruz um ano antes. 
Durante a Segunda Guerra Mundial, as ilhas eram consideradas inabitáveis. Os engenheiros militares Aliados enviados para explorar locais favoráveis à construção de pistas de pouso, foram quase todos atingidos por malária cerebral.